# Internationale Cricket-Saison 2003
Die internationale Cricket-Saison 2003 fand zwischen April 2003 und September 2003 statt. Als Sommersaison wurden vorwiegend Heimspiele der Mannschaften aus Europa ausgetragen. Die ausgetragenen Tests der internationalen Touren bildeten die Grundlage für die ICC Test Championship. Die ODIs bildeten den Grundstock für die ICC ODI Championship.

## Überblick

### Internationale Touren
| Beginn          | Heimteam    | Auswärtsteam | Resultate | Resultate | Artikel |
| Beginn          | Heimteam    | Auswärtsteam | Test      | ODI       | Artikel |
| --------------- | ----------- | ------------ | --------- | --------- | ------- |
| 10. April 2003  | West Indies | Australien   | 1–3 [4]   | 3–4 [7]   | Artikel |
| 24. April 2003  | Bangladesch | Südafrika    | 0–2 [2]   |           | Artikel |
| 25. April 2003  | Sri Lanka   | Neuseeland   | 0–0 [2]   |           | Artikel |
| 22. Mai 2003    | England     | Simbabwe     | 2–0 [2]   |           | Artikel |
| 7. Juni 2003    | West Indies | Sri Lanka    | 1–0 [2]   | 1–2 [3]   | Artikel |
| 17. Juni 2003   | England     | Pakistan     |           | 2–1 [3]   | Artikel |
| 18. Juli 2003   | Australien  | Bangladesch  | 2–0 [2]   | 3–0 [3]   | Artikel |
| 24. Juli 2003   | England     | Südafrika    | 2–2 [5]   |           | Artikel |
| 20. August 2003 | Pakistan    | Bangladesch  | 3–0 [3]   | 5–0 [5]   | Artikel |

### Internationale Turniere
| Beginn         | Turnier                 | Land        |
| -------------- | ----------------------- | ----------- |
| 11. April 2003 | TVS Cup Tri series 2003 | Bangladesch |
| 10. Mai 2003   | Bank Alfalah Cup 2003   | Sri Lanka   |
| 26. Juni 2003  | NatWest Series 2003     | England     |

### Internationale Touren (Frauen)
| Beginn         | Heimteam | Auswärtsteam | Resultate | Resultate | Artikel |
| Beginn         | Heimteam | Auswärtsteam | WTest     | WODI      | Artikel |
| -------------- | -------- | ------------ | --------- | --------- | ------- |
| 7. August 2003 | England  | Südafrika    | 1–0 [2]   | 2–1 [3]   | Artikel |

### Internationale Turniere (Frauen)
| Beginn        | Turnier                                           | Land        |
| ------------- | ------------------------------------------------- | ----------- |
| 21. Juli 2003 | International Women’s Cricket Council Trophy 2003 | Niederlande |

## Nationale Meisterschaften
Aufgeführt sind die nationalen Meisterschaften der Full Member des ICC.
| Land    | First-Class              | List A                                | Twenty20          |
| ------- | ------------------------ | ------------------------------------- | ----------------- |
| England | County Championship 2003 | Cheltenham and Gloucester Trophy 2003 | Twenty20 Cup 2003 |
|         | National League 2003     |                                       |                   |